# جوزيف أليكسندر ألتشيلر
جوزيف أليكسندر ألتشيلر (29 أبريل 1862 - 5 يونيو 1919) (بالإنجليزية: Joseph Alexander Altsheler)‏. روائي أمريكي. ولد في مقاطعة هارت في ولاية كنتاكي لجوزيف ولويس ألتشيلر. عمل مراسلاً ثم محرر. تزوج ألتشيلر من سارة بولس في 30 مايو 1888.وله ابن واحد. وفي بداية الحرب العالمية الأولى كان ألتشيلر وعائلته في ألمانيا وأخذت منهم الرحلة إلى الوطن خسائر فادحة في صحة ألتشيلر ولم يكن على طبيعته، ومات في نيويورك في 1919.

## وصلات خارجية
- مؤلفات جوزيف أليكسندر ألتشيلر في مشروع غوتنبرغ
- from the Handbook of Texas Online Joseph Altsheler